# Gerace
Gerace (în griko Ièrax, Jèrax) este o comună în regiunea Calabria, în provincia Reggio Calabria, Italia.

## Demografie
Gerace - evoluția demografică

|  | Graficele sunt indisponibile din cauza unor probleme tehnice. Mai multe informații se găsesc la Phabricator și la wiki-ul MediaWiki. |

Date: Recensăminte sau birourile de statistică - grafică realizată de Wikipedia

## Monumente
- Catedrala din Gerace, sec. al XIII-lea